# زاوشينغ
زاوشينغ (بالصينية: 肇庆市) هي مدينة من مدن الصين. يبلغ عدد سكانها 3918467 نسمة حسب إحصائيات سنة 2010. يبلغ ارتفاع المدينة عن سطح البحر قرابة 12 متر. تبلغ مساحتها 14891.23 كم².

## المناخ
يظهر الجدول التالي التغييرات المناخية على مدار السنة لزاوشينغ:
| البيانات المناخية لـزاوشينغ                             | البيانات المناخية لـزاوشينغ | البيانات المناخية لـزاوشينغ | البيانات المناخية لـزاوشينغ | البيانات المناخية لـزاوشينغ | البيانات المناخية لـزاوشينغ | البيانات المناخية لـزاوشينغ | البيانات المناخية لـزاوشينغ | البيانات المناخية لـزاوشينغ | البيانات المناخية لـزاوشينغ | البيانات المناخية لـزاوشينغ | البيانات المناخية لـزاوشينغ | البيانات المناخية لـزاوشينغ | البيانات المناخية لـزاوشينغ |
| الشهر                                                   | يناير                       | فبراير                      | مارس                        | أبريل                       | مايو                        | يونيو                       | يوليو                       | أغسطس                       | سبتمبر                      | أكتوبر                      | نوفمبر                      | ديسمبر                      | المعدل السنوي               |
| ------------------------------------------------------- | --------------------------- | --------------------------- | --------------------------- | --------------------------- | --------------------------- | --------------------------- | --------------------------- | --------------------------- | --------------------------- | --------------------------- | --------------------------- | --------------------------- | --------------------------- |
| الدرجة القصوى °م (°ف)                                   | 28.3 (82.9)                 | 31.4 (88.5)                 | 32.4 (90.3)                 | 34.4 (93.9)                 | 34.9 (94.8)                 | 37.9 (100.2)                | 38.5 (101.3)                | 38.1 (100.6)                | 36.9 (98.4)                 | 35.8 (96.4)                 | 33.1 (91.6)                 | 30.0 (86.0)                 | 38.5 (101.3)                |
| متوسط درجة الحرارة الكبرى °م (°ف)                       | 18.2 (64.8)                 | 20.4 (68.7)                 | 22.3 (72.1)                 | 26.3 (79.3)                 | 30.0 (86.0)                 | 31.9 (89.4)                 | 33.4 (92.1)                 | 33.3 (91.9)                 | 31.7 (89.1)                 | 29.2 (84.6)                 | 24.6 (76.3)                 | 20.2 (68.4)                 | 26.8 (80.2)                 |
| المتوسط اليومي °م (°ف)                                  | 14.2 (57.6)                 | 16.4 (61.5)                 | 18.6 (65.5)                 | 22.6 (72.7)                 | 26.0 (78.8)                 | 27.8 (82.0)                 | 29.0 (84.2)                 | 28.9 (84.0)                 | 27.7 (81.9)                 | 25.1 (77.2)                 | 20.2 (68.4)                 | 15.8 (60.4)                 | 22.7 (72.9)                 |
| متوسط درجة الحرارة الصغرى °م (°ف)                       | 11.3 (52.3)                 | 13.6 (56.5)                 | 15.9 (60.6)                 | 20.0 (68.0)                 | 23.2 (73.8)                 | 25.0 (77.0)                 | 25.8 (78.4)                 | 25.8 (78.4)                 | 24.6 (76.3)                 | 21.8 (71.2)                 | 16.7 (62.1)                 | 12.5 (54.5)                 | 19.7 (67.4)                 |
| أدنى درجة حرارة °م (°ف)                                 | 3.1 (37.6)                  | 3.9 (39.0)                  | 6.1 (43.0)                  | 10.7 (51.3)                 | 16.8 (62.2)                 | 20.4 (68.7)                 | 22.9 (73.2)                 | 22.6 (72.7)                 | 18.8 (65.8)                 | 13.4 (56.1)                 | 5.3 (41.5)                  | 1.7 (35.1)                  | 1.7 (35.1)                  |
| الهطول مم (إنش)                                         | 44.8 (1.76)                 | 63.6 (2.50)                 | 88.5 (3.48)                 | 181.9 (7.16)                | 258.8 (10.19)               | 274.7 (10.81)               | 229.1 (9.02)                | 209.2 (8.24)                | 153.6 (6.05)                | 61.0 (2.40)                 | 38.9 (1.53)                 | 28.9 (1.14)                 | 1٬633 (64.28)               |
| متوسط أيام هطول الأمطار (≥ 0.1 mm)                      | 8.2                         | 12.3                        | 15.9                        | 17.4                        | 19.9                        | 18.9                        | 17.2                        | 17.4                        | 12.4                        | 6.7                         | 5.5                         | 5.3                         | 157.1                       |
| متوسط الرطوبة النسبية (%)                               | 71                          | 76                          | 80                          | 82                          | 79                          | 82                          | 79                          | 79                          | 75                          | 69                          | 67                          | 66                          | 75                          |
| المصدر #1: China Meteorological Data Service Center     |                             |                             |                             |                             |                             |                             |                             |                             |                             |                             |                             |                             |                             |
| المصدر #2: Weather China (precipitation days 1971-2000) |                             |                             |                             |                             |                             |                             |                             |                             |                             |                             |                             |                             |                             |